# Halina Nieniewska

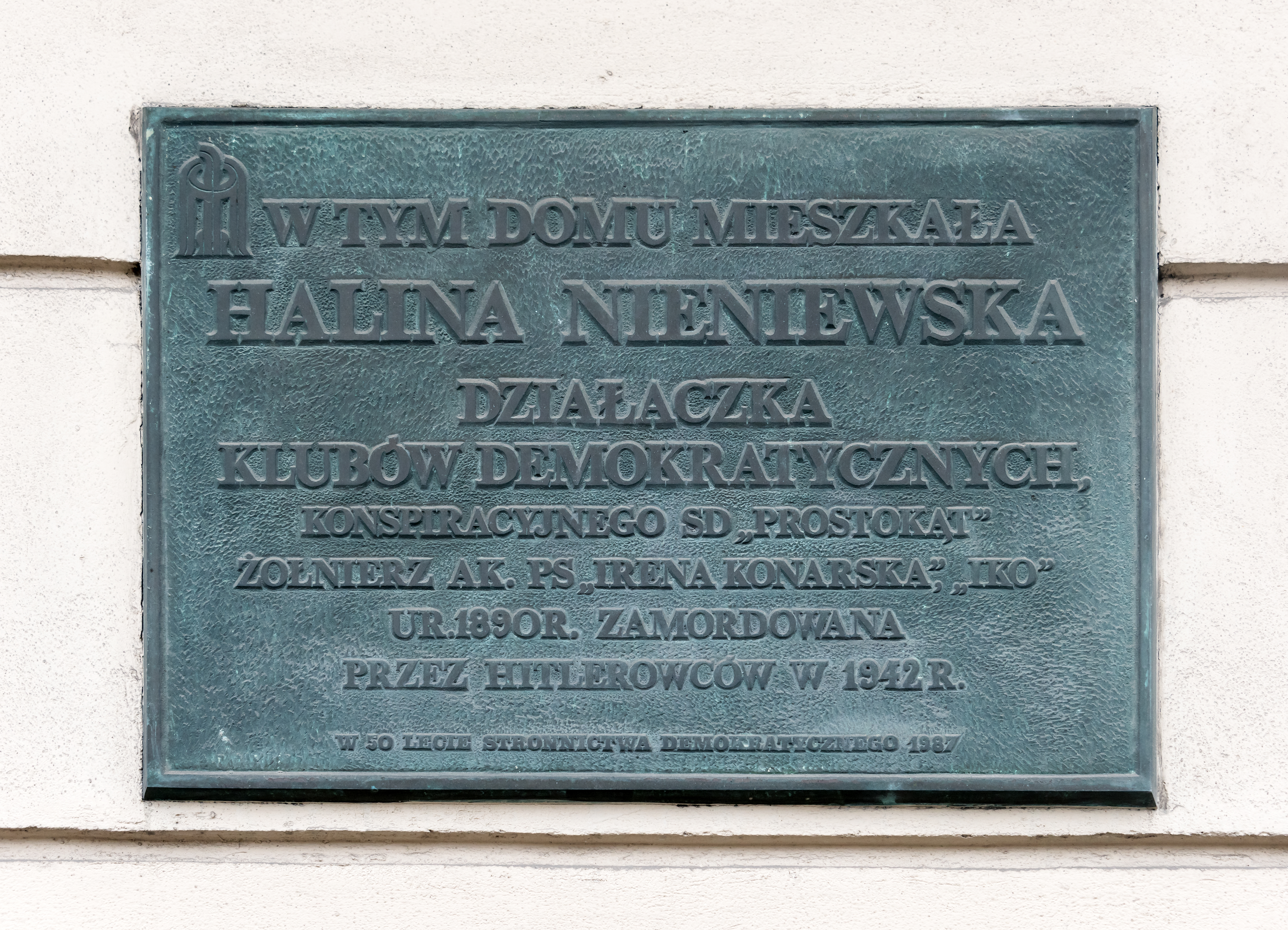
Tablica pamiątkowa na budynku przy ulicy Raszyńskiej 58 w Warszawie

Halina Nieniewska ps. „Irena Konarska”, „Iza” (ur. 22 lutego 1890 w Warszawie, zm. ok. 22 maja 1942 tamże) – kapitan Wojska Polskiego, działaczka kobieca, oświatowa i demokratyczna.

## Życiorys
Urodziła się 22 lutego 1890 w Warszawie. Uczyła się początkowo w domu, a następnie na tajnych kompletach w gimnazjum J. Kowalczykówny i J. Jawurkówny. W 1905 uczestniczyła w strajku szkolnym. W Szwajcarii ukończyła szkołę średnią, gdzie w latach 1908–1913 studiowała romanistykę, filozofię i historię na uniwersytecie w Lozannie. Podczas studiów członkini „Filarecji”. Była silna fizycznie, uprawiała wspinaczkę wysokogórską.
Powróciła do Warszawy w 1913, a w kwietniu tego samego roku wzięła udział wraz z matką w organizowaniu Ligi Kobiet Pogotowia Wojennego, której potem była warszawską działaczką. Członkini Związku Patriotów, oraz Polskiej Organizacji Wojskowej. Od 1915 uczyła języka francuskiego w szkole Janiny Zdziennickiej-Roszkowskiej, jak również dawała lekcje prywatne tego języka. W latach 1919–1920 służyła w II Ochotniczej Legii Kobiet w Wilnie i wraz z matką uczestniczyła w wojnie polsko-bolszewickiej w II Wileńskiej OLK.
Po raz kolejny wróciła do Warszawy w 1920 i zaczęła pracować jako nauczycielka języka francuskiego w prywatnych żeńskich szkołach Marii Taniewskiej, Wandy Posselt-Szachtmajerowej, J. Zdziennickiej-Roszkowskiej oraz w Państwowym Instytucie Nauczycielskim. Stosowała w nauce języka nowatorskie metody pedagogiczne i jako jedna z pierwszych w Polsce wprowadziła inscenizację piosenek i przedstawień francuskich w szkołach. W latach 1922–1925 przygotowywała dysertację doktorską o Ludwiku Mierosławskim na seminarium prof. Marcelego Handelsmana, ale pracy tej nie ukończyła. Członkini Komitetu Społecznego Przysposobienia Kobiet do Obrony Kraju, który powstał w 1922, w którym była jedną z założycielek Klubu Starszych Instruktorek. W latach 1928–1938 była wizytatorką Ministerstwa Wyznań Religijnych i Oświecenia Publicznego oraz instruktorką metodyki nauczania języka francuskiego, którego uczyła równocześnie w szkołach średnich oraz współpracowała z Instytutem Francuskim w Warszawie, a także często wyjeżdżając do Francji. Była wraz z Olgą Cieślińską autorką cyklu podręczników do nauki tego języka: Parlons franfais (Lwów 1934), Le Français travaille (Warszawa 1935), Aux quatre coins de la France (Lwów 1936), Les Français de nos jours (Lwów 1937). Miały one kilka wydań i wznawiane były także w l. 1945-1947. Uczyła jednocześnie w państwowym gimnazjum i liceum. im. Królowej Jadwigi i S. Staszica. Jako delegatka polska uczestniczyła w szeregu zjazdów i konferencji międzynarodowych, m.in. w Kongresie Wychowania Moralnego w Krakowie w r. 1934, i Międzynarodowym Kongresie Wychowania Rodzinnego w Brukseli w 1935 roku. Była także w l. 1930-1934 członkiem zarządu Towarzystwa Neofilologicznego, oraz członkiem redakcji „Neofilologia”. W 1932 razem z Wandą Pełczyńską i Marią Zdziarską-Zaleską pracowała nad wydaniem w języku francuskim książki Femina Patriae Defensor. Tłumaczyła również wspomnienia kobiet, które były uczestniczkami walk o niepodległość z lat 1914–1918 Wierna służba i Służba Ojczyźnie. Działaczka Związku Pracy Obywatelskiej Kobiet, członkini Związku Nauczycielstwa Polskiego oraz Stowarzyszenia „Zrąb” skupionego wokół Janusza Jędrzejewicza i Adama Skwarczyńskiego. Pod koniec lata 30. współzałożyciela Klubu Demokratycznego (1937), a następnie działaczka Stronnictwa Demokratycznego.
Od jesieni 1939 w konspiracji. W październiku 1939 w jej mieszkaniu przy ul. Raszyńskiej 56 nastąpiło zaprzysiężenie członków sztabu dowództwa Służby Zwycięstwa Polski na czele z gen. Michałem Tokarzewskim. Mieszkanie było następnie punktem kontaktowym KG SZP-ZWZ-AK. W szkołach średnich była czynna w organizowaniu kompletów tajnego nauczania oraz jedna z inicjatorek zorganizowanych jesienią 1940 kompletów nauk biologicznych na poziomie akademickim na tajnym Uniwersytecie Warszawskim. Członkini Stronnictwa Demokratycznego „Prostokąt” oraz naczelny redaktor pisma „Nowe Drogi”. Kierowniczka komórki „IKo” od 1941 w Oddziale Organizacyjnym KG ZWZ-AK, a która utrzymywała łączność z obozami jenieckimi i robotnikami polskimi wywiezionymi w głąb Rzeszy hitlerowskiej. Wspólnie ze Stanisławem Smoleńskim redagowała konspiracyjne pismo Głos Ojczyzny” przeznaczone dla rodaków przebywających w Niemczech. 17 lipca 1940 w czasie tajnej matury kompletów liceum im. Królowej Jadwigi po raz pierwszy aresztowana z grupą nauczycieli i uczennicami. Prowadziła nadal nauczanie będąc więzioną na Pawiaku. Po 2 tygodniach zwolniona, ale nie zaniechała konspiracji. Oprócz „IKo” prowadziła komórkę „Import”, która zajmowała się odbiorem poczty i pieniędzy dla kurierów z zagranicy.
28 kwietnia 1942 podczas spotkania z jednym z korespondentów „IKo” została powtórnie aresztowana w mieszkaniu Wiktorii Cieciemirskiej przy ul. 6 Sierpnia 58. Więziona na Pawiaku i torturowana w siedzibie Gestapo przy al. Szucha 25 podczas których nic nie ujawniła. Wzięła wszystko na siebie wobec okazanych dowodów. Podczas przesłuchania została zamordowana, a jej zmasakrowane zwłoki przekazano do kostnicy przy ul. Oczki, gdzie zostały rozpoznane.

## Rodzina
Halina Nieniewska była córką architekta Apoloniusza Pawła h. Nałęcz i Joanny z Załuskowskich h. Rola. Rodziny nie założyła. Jej bliskim krewnym był geolog i inżynier August Nieniewski (1901–1987).

## Ordery i odznaczenia
- Krzyż Niepodległości – 2 sierpnia 1931[15][16],
- Krzyż Walecznych (za walki OLK)[16],
- Srebrny Wawrzyn Akademicki – 7 listopada 1936[17].
- Krzyż Srebrny Orderu Virtuti Militari – pośmiertnie, 19 marca 1942[16],
- Krzyż Armii Krajowej pośmiertnie 1967

## Upamiętnienie
- Jej nazwisko figuruje na tablicy pamiątkowej w X Liceum Ogólnokształcącym, im. Królowej Jadwigi przy ul. Woronicza 8.
- Tablica pamiątkowa na budynku przy ul. Raszyńskiej 58, w którym mieszkała[18].